# Kubera

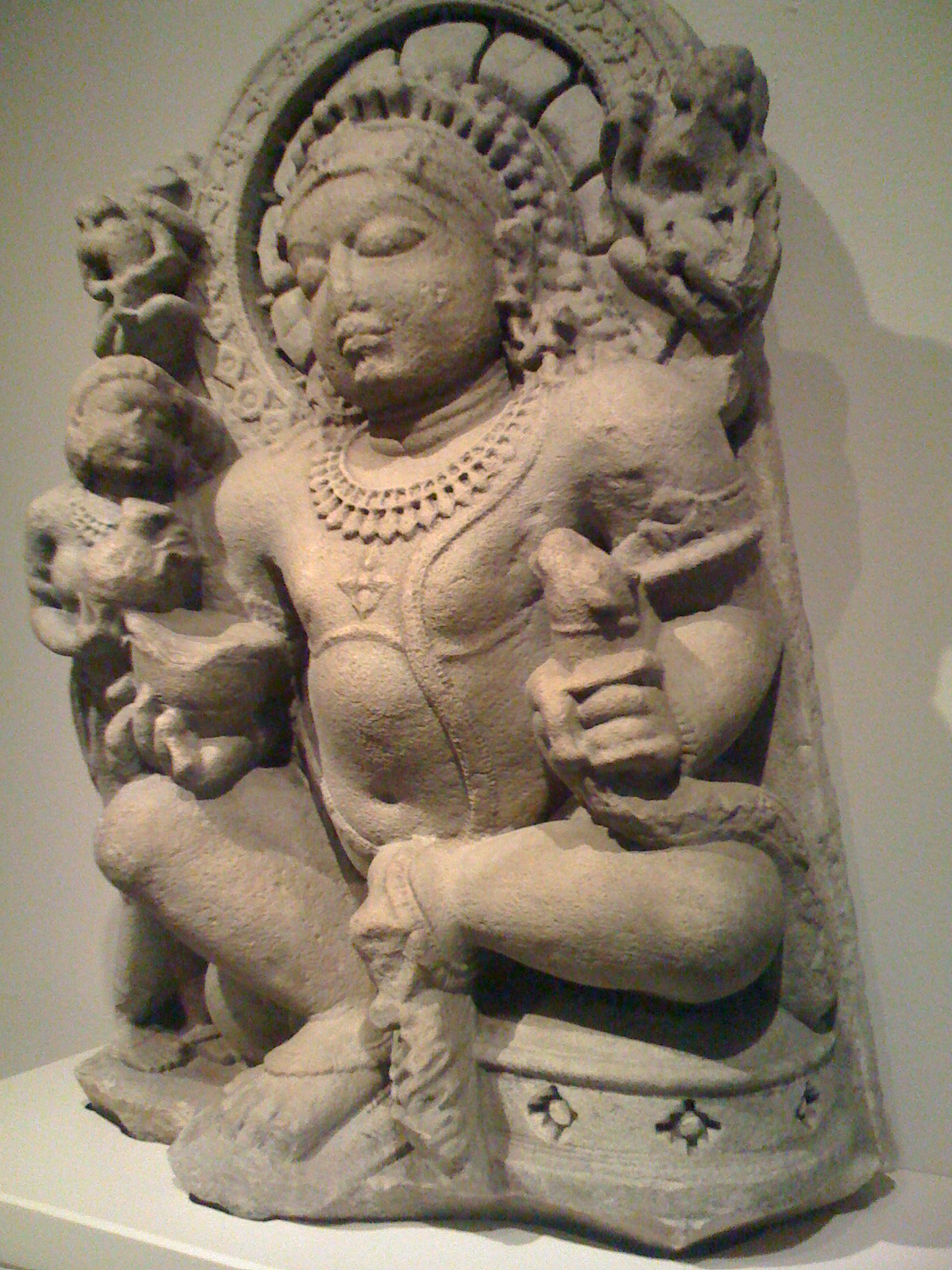
Kubera

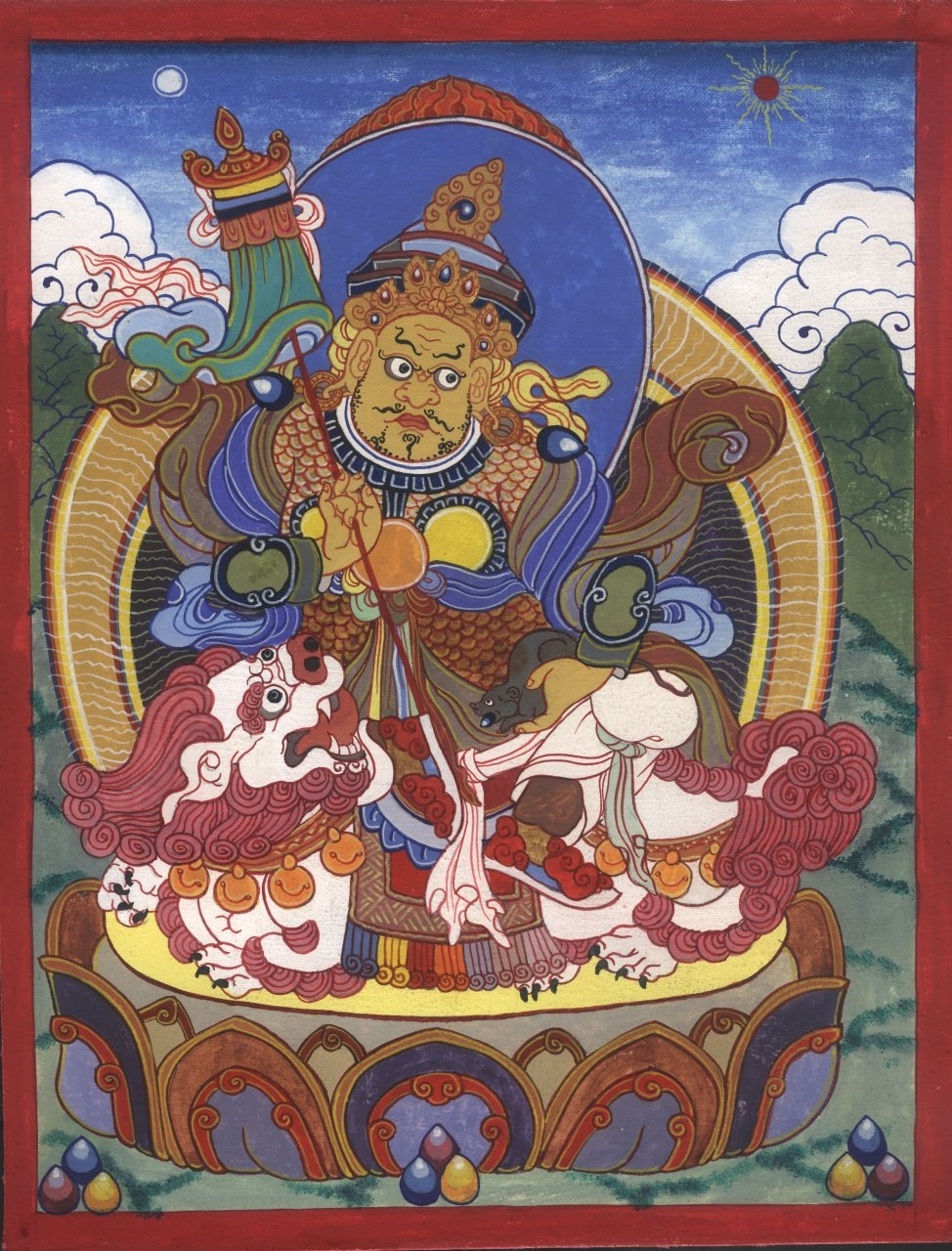
Buddhistischer Kubera von Otgonbayar Ershuu

Kubera (Sanskrit कुबेर kubera „der Unförmige“, Pali: Kuvera) ist der vedische Gott des Reichtums, der Kaufleute, der Händler und der Schätze der Erde.
Waldgeister (Yakshas) bilden sein Gefolge, das seine Schätze überwacht. Kubera ist der Halbbruder des Ravana und mit der Göttin Riddhi („Gedeihen“) verheiratet. Der Gott Vishvakarman soll ihm zu Ehren die goldene Stadt Lanka als seinen Wohnsitz erbaut haben, der ihm später von Ravana geraubt wurde. In vedischer Zeit gilt Kubera oft als Verkörperung des Bösen. Im modernen Hinduismus kommt ihm lediglich Bedeutung als ‚Himmelswächter‘ (Lokapala) des Nordens zu. Im heutigen Hinduismus liegt sein prächtiger Wohnsitz Alakapuri mit dem schönsten Garten der Welt  gegenüber dem des Shiva im Himalaya. Kubera hatte Schwierigkeiten sich fortzubewegen. Der Gott Brahma schenkte ihm daher einst ein geflügeltes Fahrzeug namens Pushpaka, von dem aus er den Armen Schmuck zuwarf. Kubera gilt als Anhänger, Verehrer und enger Freund Shivas.

## Legenden
Eine Legende aus der Mythologie Ganeshas erzählt davon, wie Kubera eines Tages beim Gott des Reichtums in dessen Palast eingeladen war. Der gefräßige Ganesha hatte jedoch solch einen Hunger, dass er Kuberas gesamte Speisen aufaß, immer wieder nach Nachschlag verlangte und den Gott so schlussendlich  arm machte. Am Ende fraß er gar Kuberas gesamtes Geschirr und seinen Palast auf und drohte schon den Gott selbst zu verschlingen, da sein immenser Hunger nicht zu stillen war. So beschwerte sich Kubera voller Angst bei Shiva, dem Vater Ganeshas, und bat ihn um Hilfe. Shiva rief daraufhin Ganesha zu sich, ermahnte ihn und schickte ihn zu seiner Mutter Parvati, die ihm ein paar Reisflocken zu essen gab. Daraufhin war der Heißhunger Ganeshas gestillt und Kubera war gerettet.
Einer späteren Legende zufolge lebte Kubera Tausende von Jahren als sparsamer Asket, weswegen er zur Belohnung von Brahma zum Gott des Reichtums erhoben wurde.
Einer anderen Legende zufolge war Kubera in einem früheren Leben ein Dieb. Er war in einen von Shivas Tempeln, dem Gott der Diebe, eingebrochen. Doch das Licht ging darin aus und er brachte es mit großer Entschlossenheit zurück. Das beeindruckte Shiva so sehr, dass er ihm den Segen des Status eines unsterblichen Gottes für sein nächstes Leben gewährte.

## Ikonographie
Mittelalterliche Darstellungen Kuberas sind eher selten, neuzeitliche Malereien dagegen umso häufiger. Kubera wird meist dickleibig und einäugig abgebildet. Seine Attribute sind eine primitiv anmutende Keule (gada), ein Granatapfel, ein Wasserkocher oder ein Geldsack. Sein Vahana ist ein Widder, ein Elefant und manchmal auch ein gebückter Brahmane. Seine Körperfarbe ist weiß. Kubera besitzt nur vier Zähne, hat drei Köpfe und sieben Beine.